# Haitská vlajka

Haitská vlajka
Poměr stran: 3:5

Haitská národní vlajka
Poměr stran: 3:5

Vlajka Haiti byla přijata 11. února 1986. Tvoří ji dva vodorovné pruhy: červený a modrý. Vlajka navazuje na červeno-modrou vlajku z roku 1803, kdy byl během protifrancouzského povstání odstraněn bílý pruh z francouzské vlajky. Uprostřed státní vlajky je navíc umístěn v bílém obdélníku státní znak.
Vlajka má poměr stran 3:5, ale užívá se i varianta s větším bílým obdélníkem (i znakem) o poměru stran 3:4. Modrá barva symbolizuje černochy a mulaty, červená krev prolitou v bojích za nezávislost.
V roce 1936 se na letních olympijských hrách v Berlíně zjistilo, že Haiti a Lichtenštejnsko používají stejnou vlajku. Z tohoto důvodu byla na lichtenštejnskou vlajku přidána 24. června 1937 do horního žerďového rohu zlatá knížecí koruna, a poměr stran byl stanoven na 3:5.

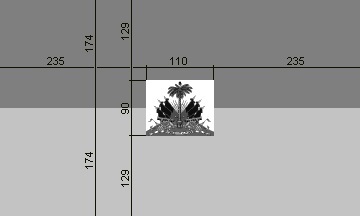
Rozměry haitské vlajky
Lichtenštejnská vlajka (pro porovnáni, 1937/1957–1982, později upraven odstín červené barvy a upřesněna kresba knížecí koruny) Poměr stran: 3:5

## Historie
Ostrov Hispaniola, na jehož západní části se dnešní Republika Haiti rozkládá (východní část ostrova zabírá Dominikánská republika), objevil 6. prosince 1492 (jiný zdroj uvádí 5. prosinec) na své první výpravě janovský mořeplavec ve službách Španělska Kryštof Kolumbus. Ostrov se následně stal základnou pro další objevy a španělskou kolonií. Od počátků koloniálního období ovládali Španělé celý ostrov stejně jako většinu Karibiku, v 17. století se však začaly v regionu prosazovat další evropské mocnosti.
Francouzští bukanýři osídlili roku 1625 nejprve ostrov Tortuga (severně od Hispanioly) a následně se začali usazovat i na západní části ostrova. Francouzská kolonie na Tortuze byla oficiálně ustanovena roku 1659 výnosem Ludvíka XIV. Španělsko uznalo francouzskou svrchovanost nad západní částí Hispanioly roku 1697, kdy byla podepsána smlouva z Rijswijku. Vznikla tak kolonie Saint-Domingue, východní část ostrova pod názvem Santo Domingo ovládali nadále Španělé (Santo Domingo je i současný název hlavního města Dominikánské republiky).
Původní indiáni z kmene Taínů (patřící do skupiny indiánských etnik označovaných jako Aravakové) byli vyhubeni, na čemž se podílelo vyvražďování, zavlečené nemoci (např. neštovice) a otrocké práce na plantážích. Místo vyhubených indiánů byli na práci na polích přiváženi otroci z Afriky. Časté vzpoury proti krutému zacházení vedly k postupnému boji za svobodu a nezávislost. Velká francouzská revoluce v roce 1789 měla vliv i na dění v západní francouzské části ostrova. Roku 1791 zahájili otroci pod vedením Toussainta Lovertura tzv. Haitskou revoluci. Basilejská smlouva přiřkla celý ostrov Francii, od roku 1798 na něm vlála pouze francouzská vlajka.
V roce 1803 byl Loverture na příkaz Napoleona na jednání s Francouzi (kam byl pozván a dostal záruku bezpečí) zatčen a převezen do Francie. Ve vězení zemřel a velení povstalců se ujal jeho generál Jean-Jacques Dessalines, autor první haitské vlajky. Na sjezdu vzbouřenců ve dnech 15-18. května 1803 z francouzské vlajky vypáral bílý pruh, který připomínal bílé otrokáře a jeho kmotřenka Catharine Flonová ušila ze zbytků první haitskou vlajku se dvěma modro-červenými svislými pruhy. 18. května 1803 byla vlajka poprvé vztyčena.
Později se v období bojů užívalo i několik variant modro-červených vlajek s bílým francouzským heslem „LIBERTÉ OU LA MORT” (česky Svobodu nebo smrt).
Po porážce francouzské armády 18. listopadu 1803 v bitvě u Vertières byla 1. ledna 1804 vyhlášena haitská nezávislost. Generálním guvernérem se stal generál Dessalines, jenž se 8. října 1804 prohlásil císařem Jakubem I. Haitským (tzv. černý Napoleon). Státní vlajkou zůstala modro-červená bikolóra.
20. května 1805 byla na počest černého obyvatelstva vlajka změněna výměnou modrého za černý pruh.
Po zavraždění císaře Jakuba I. (17. října 1806 vypukl boj mezi černochy a mulaty. Důsledkem byl vznik dvou útvarů:
- Haitská republika (mulati) na jihu a západě
- Haitský stát (černoši) na severu

10. března 1807 se stal prezidentem Haitské republiky Alexandre Sabès Pétion. Vlajkou republiky byla původní modro-červená vlajka s pruhy svislými i vodorovnými (ty převládaly). Pétion v roce 1807 navrhl a poté i zavedl první haitský státní znak, jenž se po úpravách užívá dodnes.
17. října 1807 se stal prezidentem Haitského státu Henri Christophe, který se stal po vyhlášení Haitského království dne 28. března 1811 králem Henrim I. Státní vlajkou republiky i království byla černo-červená bikolóra se svislými pruhy. Henri I. užíval osobní vlajku tvořenou státní vlajkou doplněnou o královský znak.
V roce 1809 Španělé za podpory Britů opět obsadili východní část Hispanioly. Roku 1820 byly oba haitské státy sloučeny pod názvem Haitská republika. 1. prosince 1821 byla Španěly na východě vyhlášena nezávislost pod názvem Kolumbijská republika Santo Domingo. 9. února 1822 byla tato republika anektována Haitskou republikou a celý ostrov tak znovu sloučen. Nová republika užívala modro-červenou vlajku z roku 1807, již výhradně s vodorovnými pruhy.
27. února 1844 se východ ostrova definitivně odtrhl od Haiti a byla vyhlášena Dominikánská republika, která začala užívat svou vlajku. Ve stejné době byl na haitskou státní vlajku přidán státní znak v bílém obdélníku (shodná se současnou).
26. srpna 1849 bylo obnoveno císařství (Faustin I.) a do středu vlajky byl umístěn velký státní znak Haitského císařství.
15. ledna 1859 bylo císařství zrušeno a obnovena Haitská republika. Vlajkou se stala vlajka užívaná v letech 1844–1849.
V červnu roku 1964 uspořádal haitský prezident François Duvalier (ve funkci v letech 1957–1971) lidové referendum, kterým si zajistil doživotní mandát. V této souvislosti prosadil i změnu vlajky na již užívanou černo-červenou bikolóru se svislými pruhy z roku 1805. Do středu vlajky byl ale umístěn bílý obdélník s pozměněným státním znakem. Vlajka o poměru stran 1:2 byla oficiálně zavedena 21. června 1964. Černá barva symbolizovala černošské obyvatele a africké dědictví, červená boj za nezávislost a mulaty.
Vlajka haitského prezidenta byla stejná, pouze žlutě olemovaná. Znak byl (možná, není potvrzeno) o trochu větší než na státní vlajce.
Prozatímní vláda po útěku prezidenta Jean-Clauda Duvaliera (syna předchozího prezidenta, který převzal úřad po smrti otce v roce 1971) v únoru 1986 již 7. února oznámila návrat k dřívějším symbolům. 11. února prezident Henri Namphy podepsal příslušný dekret a 29. března 1987 byly symboly ústavou potvrzeny a zůstaly v platnosti dodnes.

Vlajka Saint-Domingue/Ludvíka XIV. (1625–1791) Poměr stran: 2:3
Vlajka Saint-Domingue (1791–1798) Poměr stran: 2:3
Francouzská vlajka Haiti (1798–1803/4) Poměr stran: 2:3
Haitská vlajka (1803/4–1805) 2. varianta vlajky haitské rep. (1807-1820) Poměr stran: 1:2
Vlajka haitských povstalců (1803) Poměr stran: 1:2
Haitská vlajka (1805–1806) Vlajka Haitského státu (1807–1811) Vlajka haitského království (1811–1820) Poměr stran: 1:2
Osobní vlajka krále Henriho I. (1811–1820) Poměr stran: asi 3:5
1. varianta vlajky haitské rep. (1807-1844)
Vlajka Haitského císařství (1849–1859) Poměr stran: 3:5
Haitská vlajka (1964–1986) Poměr stran: 1:2
Vlajka haitského prezidenta (1964–1986) Poměr stran: 1:2